# Cucullia hartigi
Cucullia hartigi is een vlinder uit de familie uilen (Noctuidae). De wetenschappelijke naam is voor het eerst geldig gepubliceerd in 1988 door G. Ronkay & L. Ronkay.
De soort komt voor in Europa.